# Solid
Un obiect solid este un corp care se găsește într-o stare de agregare a materiei (starea solidă) caracterizată printr-o structură compactă (formă și volum propriu) și o mare coeziune (rezistență la deformare și la compresiune). 
La scară microscopică, un corp solid are următoarele trei proprietăți de bază:
- Atomii sau moleculele care alcătuiesc solidul sunt împachetate compact împreună. Solidul (de fapt solidul rigid, spre deosebire de solidul deformabil) mai poate fi definit ca un asemenea corp, în care distanțele relative dintre punctele sale nu variază în timp. Domeniul științei, care cercetează mișcarea de translație și rotație a solidului, inclusiv în câmpuri de forță externe, se numește mecanică teoretică.
- Aceste elemente constituente (atomi, molecule) au poziții în spațiu bine precizate în raport cu celelalte elemente, caracter ce determină rigiditatea solidului. În mineralogie și cristalografie, o structură cristalină este un aranjament unic de atomi într-un cristal. O structură cristalină este compusă din unități, numite cristale, care sunt definite printr-un mod bine determinat de aranjament, cu proprietăți de periodicitate la distanțe mai mari decât așa numita scară a rețelei cristaline. Simetria rețelei cristaline determină majoritatea proprietăților substanței cristaline, cum ar fi cele mecanice, structura benzii de conductibilitate electrică, proprietățile optice care la rândul său sunt caracterizate prin grupul de simetrie specific.  
  - În cazul aplicării asupra cristalului unei forțe destul de mari are loc deformarea inelastică a lui.
- Vibrația atomilor cristalini (oscilația atomilor cristalini în jurul poziției de echilibru) determină energia termică a cristalului, iar intensitatea acestei vibrații determină temperatura cristalului. Această mișcare nu poate fi observată decât în condiții speciale. Domeniul fizicii, care se ocupă de solid se numește fizica corpului solid. Știința materialelor este preocupată de cercetarea proprietăților de duritate, a transformărilor de fază (stărilor de agregare) și este într-o anumită suprapunere cu fizica corpului solid. Chimia solidului este ca teorie, tangentă cu amândouă aceste domenii științifice, dar este consacrată îndeosebi sintezei unor materiale noi. Cel mai ușor solid este creat de om (artificial) și se numește aerogel.

Cel mai ușor aerogel are densitatea de 1,9 mg/cm³ sau 1,9 kg/m³ (1/530 din densitatea apei).